# Lachnia subcincta
Lachnia subcincta – gatunek chrząszcza z rodziny kózkowatych i podrodziny zgrzypikowych. Jedyny przedstawiciel rodzaju Lachnia.

## Zasięg występowania
Gatunek ten występuje w północnej części Ameryce Południowej, notowany w Gujanie Francuskiej północnej Brazylii (stany Roraima, Amazonas i Pará) oraz Ekwadorze.